# Tournefortia calycina
Tournefortia calycina är en strävbladig växtart som beskrevs av George Bentham. Tournefortia calycina ingår i släktet Tournefortia och familjen strävbladiga växter. Inga underarter finns listade i Catalogue of Life.